# Stridsåtgärd
En stridsåtgärd är en åtgärd som vidtas av arbetsmarknadens parter vid arbetsrelaterade konfliktsituationer i avsikt att genomdriva ett eller flera krav som ställts på motparten.

## Exempel på stridsåtgärder
Här följer ett urval av olika slags fackliga stridsåtgärder. Listan kan inte göras komplett, då en stridsåtgärd egentligen kan vara vad som helst, det som definierar den är att den har som syfte att tillfoga motståndaren ekonomisk skada. Därmed kan såväl en strejk som en uppsägning definieras som en stridsåtgärd, så länge detta kriterium uppfylls.

### Arbetareparten
För arbetarparten - dvs arbetarnas fackföreningar - är sedan 2019 stridsåtgärder i juridisk mening främst tillåtna för att tvinga motparten att teckna kollektivavtal. För arbetsgivarparten gäller inga sådana begränsningar.
- Blockad Blockad är från arbetarorganisationernas sida en samlingsterm för att stänga ner olika delar av arbetsplatsens funktioner.[2]
- Övertidsblockad  Övertidsblockad innebär att arbetarnas fackliga organisation beslutar att inget övertidsarbete behöver ske från arbetarnas sida.[4]
- Blockad mot arbetsuppgift  Blockad mot vissa arbetsuppgifter innebär att endast vissa arbetsuppgifter försätts i blockad. Genom att taktiskt välja vilka arbetsuppgifter som arbetarkollektivet inte utför kan stor ekonomisk skada åsamkas arbetsgivaren utan att arbetarna behöver utstå det inkomstbortfall som t.ex. en strejk innebär.[2]
- Nyanställningsblockad  Nyanställningsblockad innebär att fackföreningen förbjuder arbetsgivaren att anställa eller hyra in ny personal. Metoden bygger på att den respekteras av bemanningsföretag och arbetsförmedling.[2]
- Indrivningsblockad  Indrivningsblockad innebär att arbetsgivare som inte betalar ut rätt lön i rätt tid blockeras fysiskt, allt arbete på platsen förhindras i väntan på att löneskulden regleras. Underlåtande att betala ut lönen är ett brott mot anställningsavtalet och blockaden kan organiseras med omedelbar verkan utan att fackföreningen först behöver varsla.[2]
- Bojkott Bojkott innebär att man uppmanar allmänheten att inte konsumera ett visst slag av varor, av en eller annan anledning, antingen för att arbetsgivaren använts sig av strejkbrytare i produktionen av desamma, eller bara för att tillfoga det aktuella företaget ekonomisk skada.[5]
- Labeling  Label innebär motsatsen till bojkott, att man uppmanar allmänheten att köpa vissa varor. Denna metod - tillsammans med bojkott - används främst då en liten del av arbetarna inom produktionen av de aktuella varorna är fackligt organiserade. Stridsåtgärden avser därmed att gynna de fackligt organiserade arbetsplatserna.[5]
- Varumärkesbränning  Varumärkesbränning är en variant av bojkott och innebär en omvänd labeling. Då företagens varumärken idag vanligtvis är känsliga kan man skada företag ekonomisk genom att sprida information om missförhållanden eller andra problem på arbetsplatsen.[2]
- Involvera tredje man  Involvering av tredje man innebär att fackföreningen informerar ett företags kunder och/eller underleverantörer om arbetsplatskonflikter eller -förhållanden, i vissa fall kan även andra stridsåtgärder riktade direkt mot tredje man användas som påtryckning.[2]
- Avfolkning  Avfolkning är en metod som var en integrerad del av registermetoden. Fackföreningen presenterade för arbetsgivaren vilka löner som skulle gälla för det arbete som skulle utföras, och om denne inte gick med på detta så avfolkades platsen. Arbetsköparen tvingades då höja lönerna för att locka dit arbetskraft igen eller helt lägga ned verksamheten.[2]
- Massuppsägning  Massuppsägning är en modern variant på avfolkning, som innebär att samtliga arbetare på platsen unisont säger upp sig, vilket förstås orsakar problem för produktionen.[2]
- Massjukskrivning  Massjukskrivning är en annan variant, som innebär att arbetarna visserligen inte lämnar arbetsplatsen för gott, men orsakar problem för produktionen genom kollektiv sjukfrånvaro.[2]
- Självbemanning  Självbemanning är en metod som kan användas på arbetsplatser där de anställda själva sköter bemanningen. För att motverka systematisk underbemanning och ut-LASning kan arbetarkollektivet själva se till att ringa den bemanning som behövs för att utföra arbetet.[2]
- Sabotage Sabotage innebär i sammanhanget att på olika sätt minska arbetsgivarens produktionskapacitet och därigenom göra dennes näringsverksamhet mindre lönsam. En absolut regel är att sabotaget i fråga ej får drabba tredje man, dvs kunder eller allmänhet, utan att åtgärderna uteslutande drabbar arbetsgivaren och de arbetsredskap som används i dennes verksamhet. Vidare avses ej heller att förstöra arbetsredskap, men endast att tillfälligt försätta dem ur funktion. Detta kallas ibland maskinell sympatistrejk.[5]
- Ca-canny  Ca-canny ("gå långsamt") eller "dåligt utfört arbete", är en variant av sabotage ursprungligen använd i England i slutet av 1800-talet. Enligt devisen "För dålig lön ges dåligt arbete" bygger den på synen att en arbetsgivare de facto är en arbetsköpare, dvs en kund som köper arbetskraft, och ju mindre kunden är beredd att betala för varan arbetskraft desto sämre kvalité på varan kan denne förvänta sig.[5]
- Maskning Maskning är en annan variant av sabotage och en form av "ca-canny", som innebär att man arbetar med lägre tempo eller produktivitet än vanligt, vilket uppfyller målet att tillfoga arbetsgivaren ekonomisk skada då mindre arbete blir utfört till samma timpenning.[5]
- Överdrivet noggrant arbete  Överdrivet noggrant arbete, eller "bra utfört arbete", är ytterligare en variant av sabotage. Den fungerar som så att arbetarna arbetar så noggrant att det i den färdiga produkten investeras så mycket arbetstid och materiel att arbetsgivaren gör mindre vinst på den.[5]
- Obstruktion  Obstruktion, eller arbete enligt regelboken, är en variant på överdrivet noggrant arbete, som drar nytta av det på de flesta arbetsplatser finns utförliga regler för hur olika arbetsmoment ska utföras, men som ofta på grund av permanent underbemanning tvingar arbetare att hitta genvägar för att kunna utföra arbetet i tid. Genom att följa regelboken till punkt och pricka så blir mindre gjort, samtidigt som ingen kan klandras för att följa uppställda regler för hur arbetet ska utföras.[5]
- Strejk Strejk innebär en kollektiv arbetsnedläggelse till dess att arbetarnas - eller deras fackförenings - krav tillgodosetts.[2]
- Punktstrejk  Punktstrejk kallas en engångsstrejk som varar en kortare tidsperiod som några timmar eller en dag. Punktstrejken kan vara en markering av stridsvilja eller så kan en eller flera sådana ingå i en längre konfliktkampanj.[2]
- "Vild" strejk "Vild" strejk eller spontan strejk är egentligen en helt vanlig strejk, men som strider mot vid tillfället gällande regelverk kring fackliga stridsåtgärder.[6]
- Sympatistrejk Sympatistrejk innebär att när en fackförening går ut i strejk, så kan den be andra fackföreningar om stöd genom att också de strejkar. Detta är möjligt trots att de är bundna av fredsplikt genom ett kollektivavtal. Sympatistrejk är en juridisk term för detta förfarande och berör enbart fackföreningar bundna av kollektivavtal.[2]
- Politisk strejk  Politisk strejk innebär att arbetare strejkar mot ett politiskt beslut, inte mot sin egen arbetsgivare. Den längsta politiska strejken i Sverige kallades "Chile-strejken", ägde rum på 1970-talet och varade en vecka. Idag brukar man hänvisa till att Arbetsdomstolen ansett en 24 timmars politisk strejk vara helt rimlig. I andra länder än Sverige är politiska strejker en betydligt vanligare del av den politiska vardagen.[7]
- Neutralitetsrätt  Neutralitetsrätt är visserligen inte en stridsåtgärd per se, men arbetare som av en eller annan anledning inte strejkar kan enligt gällande lagstiftning aldrig tvingas av arbetsgivaren att utföra s.k. "smittat arbete", dvs arbetsuppgifter som de strejkande skulle ha utfört om de inte hade varit i strejk.[2]
- Register Registermetoden är både en stridsåtgärd och en alternativ avtalsform mellan arbetsmarknadens parter. Till skillnad från kollektivavtalen bygger de på såväl lokal beredskap och kännedom om arbetet som på att avtalen inte är tidsbundna. I korthet avgör arbetarna genom sin fackförening pris på det arbete arbetsgivarna vill ha utfört samt vilka arbetare som skall anställas.[5] Registret var vanligt främst hos de syndikalistiska men även hos vissa reformistiska fackliga organisationer före Saltsjöbadsavtalet och de reformistiska organisationernas centralisering, och har i princip inte använts alls under efterkrigstiden.[2]

### Arbetsgivarparten
- Lockout Lockout (en. stänga ute) är en slags blockad som innebär en att arbetsgivaren utestänger anställda från deras arbetsplats. Termen används ibland även om andra former av utestängning.[4]
- Strejkbryteri Strejkbryteri innebär att arbetsgivaren försöker omintetgöra arbetarnas strejkaktion genom att anställa strejkbrytare, vilka ibland nedsättande kallas "svartfötter" eller "gulingar". Produktionen kan då hjälpligt upprätthållas till dess att arbetarna på grund av sina löpande levnadsomkostnader tvingas gå tillbaka till arbetet utan att ha fått sina krav tillgodosedda.[5]
- Svartlistning Svartlistning innebär att arbetare som utmärkt sig genom att inneha ledande roller i fackföreningar eller i arbetsmarknadsstrider identifieras och sätts upp på en bland arbetsgivarna intern lista. När väl en arbetsgivare satt upp en arbetares namn på listan så kommer heller inte övriga arbetsgivare att anställa denne i sina verksamheter.[8]
- Paragraf 32  Paragraf 32 (tidigare paragraf 23) kallas den princip som säger att arbetsgivaren om avtal inte säger annat har "rätt att leda och fördela arbetet, att fritt antaga och avskeda arbetare samt använda arbetare oavsett om dessa är organiserade eller ej". Denna princip kallas decemberkompromissen och var något det relativt nystartade LO gick med på 1906. Paragraf 32 brukar allmänt inte betecknas som en stridsåtgärd, men fyller i mångt och mycket samma funktion, även under avtalad fredsplikt. Att säga upp någon, tilldela denne sämre arbetsuppgifter, att hota med eller faktiskt lägga ned verksamheten, flytta arbetsplatsen, minska arbetsstyrkan, ersätta anställda  med entreprenörer, göra om heltidsanställningar till deltidsanställningar eller vad nu arbetsgivaren får för sig att hitta på under avtalsperioden kan mycket väl användas i samma syfte som lockout eller strejkbryteri. Principen bygger på 1800-talets syn på förhållandet husbonde - tjänare, och kan sägas vara ett frikort för arbetsgivarsidan att kunna använda ett knippe stridsåtgärder utan att det ses som ett brott mot fredsplikten.[9]
- Individuell lönesättning  Individuell lönesättning är inte heller något som vanligen brukar kallas stridsåtgärd, men vars användning ändå gör att den kan ses som det. SAF och sedermera Svenskt Näringsliv har länge drivit på för att lönesättning inte ska ske kollektivt och samordnat, utan att den ska ses i ljuset av devisen "Lönesättningen skall ej vara en förhandlingsfråga, det är chefens verktyg". Med en sådan ordning kan "verktyget" användas lika effektivt som vilken annan stridsåtgärd som helst.[10]

### Procedur
Stridsåtgärder brukar föregås av förhandlingar och är ett resultat av att förhandlingarna inte utmynnat i för ena eller båda parter önskat resultat. Enligt Medbestämmandelagen (MBL) måste stridsåtgärder beslutas "i behörig ordning", dvs i enlighet med fackföreningens eller arbetsgivarföreningens stadgar. Enligt samma lag har motparten också rätt att bli underrättad om stridsåtgärden sju arbetsdagar i förväg. Detta kallas varsel, och skall även delges statens medlingsinstitut.
"Vilda" stridsåtgärder föregås inte alltid av förhandlingar eller varsel, och arbetsgivarsidan brukar därför vilja stämpla dem som "olovliga". Stridsåtgärdernas lovlighet i sig påverkas emellertid inte av om dessa procedurer följs eller ej, men uteblivet varsel innebär ett brott mot den ordningsföreskrift som varselplikten utgör, och kan därför resultera i att fackföreningen och/eller de inblandade arbetarna åläggs betala skadestånd.

### Medlemsaktivitet
Vid stridsåtgärd kan fackföreningen mobilisera sina medlemmar som strejkvakter eller blockadvakter.  Under en strejk får de strejkande stridsunderstöd från den fackliga organisationens stridsfond. Stridsunderstödet täcker en del av eller hela inkomstbortfallet för de strejkande, men innebär oftast ett inkomstbortfall.